# Alan Benítez
Alan Max Benítez Domíngues, noto semplicemente come Alan Benítez (Asunción, 25 gennaio 1994), è un calciatore paraguaiano, difensore del Cerro Porteño.

## Caratteristiche tecniche
È un terzino destro.

## Carriera

### Club
Cresciuto nelle giovanili del Rubio Ñu, viene acquistato nel 2013 dal Libertad.
Esordisce il 26 novembre 2013 in un match perso 1-0 contro lo Sp. Luqueño.

### Nazionale
Ha giocato nelle nazionali giovanili paraguaiane Under-17 ed Under-23.
Il 2 luglio 2017 ha esordito con la nazionale maggiore in un'amichevole persa 2-1 contro il Messico.

## Statistiche

### Presenze e reti nei club
Statistiche aggiornate al 3 giugno 2017.
| Stagione         | Squadra          | Campionato       | Campionato | Campionato | Coppe nazionali | Coppe nazionali | Coppe nazionali | Coppe continentali | Coppe continentali | Coppe continentali | Altre coppe | Altre coppe | Altre coppe | Totale | Totale |
| Stagione         | Squadra          | Comp             | Pres       | Reti       | Comp            | Pres            | Reti            | Comp               | Pres               | Reti               | Comp        | Pres        | Reti        | Pres   | Reti   |
| ---------------- | ---------------- | ---------------- | ---------- | ---------- | --------------- | --------------- | --------------- | ------------------ | ------------------ | ------------------ | ----------- | ----------- | ----------- | ------ | ------ |
| 2013             | Libertad         | DP               | 3          | 0          | CL+CS           | 0               | 0               |                    | -                  | -                  |             | -           | -           | 3      | 0      |
| 2014             | Libertad         | DP               | 13         | 1          | CS              | 0               | 0               |                    | -                  | -                  |             | -           | -           | 13     | 1      |
| 2015             | Libertad         | DP               | 2          | 0          | CL              | 0               | 0               |                    | -                  | -                  |             | -           | -           | 2      | 0      |
| 2015-gen. 2016   | Rubio Ñu         | DP               | 16         | 1          |                 | -               | -               |                    | -                  | -                  |             | -           | -           | 16     | 1      |
| gen.-giu. 2016   | Benfica B        | SL               | 10         | 1          |                 | -               | -               |                    | -                  | -                  |             | -           | -           | 10     | 1      |
| 2016-gen. 2017   | Benfica B        | SL               | 17         | 0          |                 | -               | -               |                    | -                  | -                  |             | -           | -           | 17     | 0      |
| Totale Benfica B | Totale Benfica B | Totale Benfica B | 27         | 1          |                 | -               | -               |                    | -                  | -                  |             | -           | -           | 27     | 1      |
| gen.-giu. 2017   | Libertad         | DP               | 20         | 0          | CL+CS           | 4+1             | 0               |                    | -                  | -                  |             | -           | -           | 25     | 0      |
| Totale Libertad  | Totale Libertad  | Totale Libertad  | 38         | 1          |                 | -               | -               |                    | 5                  | 0                  |             | -           | -           | 43     | 1      |
| Totale carriera  | Totale carriera  | Totale carriera  | 81         | 3          |                 | -               | -               |                    | 5                  | 0                  |             | -           | -           | 86     | 3      |

### Cronologia presenze e reti in nazionale
| Cronologia completa delle presenze e delle reti in nazionale ― Paraguay | Cronologia completa delle presenze e delle reti in nazionale ― Paraguay | Cronologia completa delle presenze e delle reti in nazionale ― Paraguay | Cronologia completa delle presenze e delle reti in nazionale ― Paraguay | Cronologia completa delle presenze e delle reti in nazionale ― Paraguay | Cronologia completa delle presenze e delle reti in nazionale ― Paraguay | Cronologia completa delle presenze e delle reti in nazionale ― Paraguay | Cronologia completa delle presenze e delle reti in nazionale ― Paraguay |
| Data                                                                    | Città                                                                   | In casa                                                                 | Risultato                                                               | Ospiti                                                                  | Competizione                                                            | Reti                                                                    | Note                                                                    |
| ----------------------------------------------------------------------- | ----------------------------------------------------------------------- | ----------------------------------------------------------------------- | ----------------------------------------------------------------------- | ----------------------------------------------------------------------- | ----------------------------------------------------------------------- | ----------------------------------------------------------------------- | ----------------------------------------------------------------------- |
| 2-7-2017                                                                | Seattle                                                                 | Messico                                                                 | 2 – 1                                                                   | Paraguay                                                                | Amichevole                                                              | -                                                                       |                                                                         |
| 12-6-2018                                                               | Innsbruck                                                               | Giappone                                                                | 4 – 2                                                                   | Paraguay                                                                | Amichevole                                                              | -                                                                       |                                                                         |
| 27-1-2022                                                               | Asunción                                                                | Paraguay                                                                | 0 – 1                                                                   | Uruguay                                                                 | Qual. Mondiali 2022                                                     | -                                                                       | 72’                                                                     |
| 1-2-2022                                                                | Belo Horizonte                                                          | Brasile                                                                 | 4 – 0                                                                   | Paraguay                                                                | Qual. Mondiali 2022                                                     | -                                                                       | 69’                                                                     |
| 2-6-2022                                                                | Sapporo                                                                 | Giappone                                                                | 4 – 1                                                                   | Paraguay                                                                | Amichevole                                                              | -                                                                       |                                                                         |
| Totale                                                                  |                                                                         | Presenze                                                                | 5                                                                       |                                                                         | Reti                                                                    | 0                                                                       |                                                                         |

## Palmarès

### Club

#### Competizioni nazionali
- Campionato paraguaiano: 2

Libertad: 2014 (A), 2014 (C)